# Episodi di Perfetti... ma non troppo (seconda stagione)
La seconda stagione di Perfetti... ma non troppo è andata in onda in prima visione negli Stati Uniti d'America dal 23 settembre 2003 al 18 maggio 2004 sul network ABC.
In Italia è andata in onda in prima visione sul canale satellitare Fox. In chiaro è andata in onda sul canale MTV.
| nº | Titolo originale                  | Titolo italiano                | Prima TV USA      | Prima TV Italia |
| -- | --------------------------------- | ------------------------------ | ----------------- | --------------- |
| 1  | Choices (2)                       | Scelte (2)                     | 23 settembre 2003 | -               |
| 2  | From the Office of Will Butler    | Dall'ufficio di Will Butler    | 30 settembre 2003 | -               |
| 3  | It Takes a Pillage                | Vicini troppo vicini           | 7 ottobre 2003    | -               |
| 4  | New York Evening                  | Serata a New York              | 14 ottobre 2003   | -               |
| 5  | Shampoo                           | Questione di shampoo           | 21 ottobre 2003   | -               |
| 6  | Rules                             | Regole                         | 28 ottobre 2003   | -               |
| 7  | All About Claude                  | Amicizie pericolose            | 4 novembre 2003   | -               |
| 8  | Roomies                           | Compagne di stanza             | 18 novembre 2003  | -               |
| 9  | Claude's Alternative Thanksgiving | Un Ringraziamento alternativo  | 25 novembre 2003  | -               |
| 10 | The Girl Next Door                | La ragazza della porta accanto | 2 dicembre 2003   | -               |
| 11 | Claude the Terminator             | Claude Terminator              | 9 dicembre 2003   | -               |
| 12 | Santa Claude                      | Buon Natale                    | 16 dicembre 2003  | -               |
| 13 | What About That!                  | Pensaci un po' sopra!          | 6 gennaio 2004    | -               |
| 14 | Two Camps                         | Opposte fazioni                | 27 gennaio 2004   | -               |
| 15 | Love Stinks (Sometimes)           | Un amore quasi perfetto        | 10 febbraio 2004  | -               |
| 16 | The Crush                         | La cotta                       | 17 febbraio 2004  | -               |
| 17 | Claude's Apartment                | Ricordi d'infanzia             | 24 febbraio 2004  | -               |
| 18 | 22 Minus 1 Equals 4               | Trasferimento da incubo        | 2 marzo 2004      | -               |
| 19 | Riding in Cars With Falafel       | Liv la Riv                     | 9 marzo 2004      | -               |
| 20 | Dating Protocol at GNB            | Caccia agli innamorati         | 16 marzo 2004     | -               |
| 21 | Arctic Nights                     | Panini, bugie e video-tapes    | 27 aprile 2004    | -               |
| 22 | Claude's Roxanne                  | Claude e Roxanne               | 4 maggio 2004     | -               |
| 23 | The Pimp Hat                      | Appuntamenti al buio           | 11 maggio 2004    | -               |
| 24 | Claude On One Knee                | Dio li fa e Claude li accoppia | 18 maggio 2004    | -               |